# 黒沢駅 (秋田県横手市)
黒沢駅（くろさわえき）は、秋田県横手市山内黒沢（さんないくろさわ）字蒲差坂にある、東日本旅客鉄道（JR東日本）北上線の駅である。

## 歴史
- 1921年（大正10年）11月27日：鉄道省（国鉄）西横黒軽便線の駅として平鹿郡山内村に開業[2]。
- 1970年（昭和45年）1月1日：貨物の取り扱いを廃止[5]。
- 1984年（昭和59年）2月1日：荷物扱い廃止[5]。
- 1987年（昭和62年）4月1日：国鉄分割民営化により、東日本旅客鉄道の駅となる[2]。
- 1994年（平成6年）10月1日：北上線CTC化により無人化[4]。黒沢駅長が廃止され、ほっとゆだ駅長管理下となる。
- 1996年（平成8年）10月1日：支社管轄区分変更により、秋田支社横手駅長管理下となる。
- 2024年（令和6年）10月1日：えきねっとQチケのサービスを開始[1][6]。

## 駅構造
島式ホーム1面2線を有する列車交換可能な地上駅である。ホームへは構内踏切で連絡している。
横手駅管理の無人駅である。タブレット閉塞時代は駅員が配置され、盛岡鉄道管理局（現盛岡支社）内で一番雪の多い駅と言われていた。駅舎は待合室のみ開放され、駅事務室部分は使用されていない。

### のりば
| 番線 | 路線    | 方向 | 行先     |
| ---- | ------- | ---- | -------- |
| 1    | ■北上線 | 下り | 横手方面 |
| 2    | ■北上線 | 上り | 北上方面 |

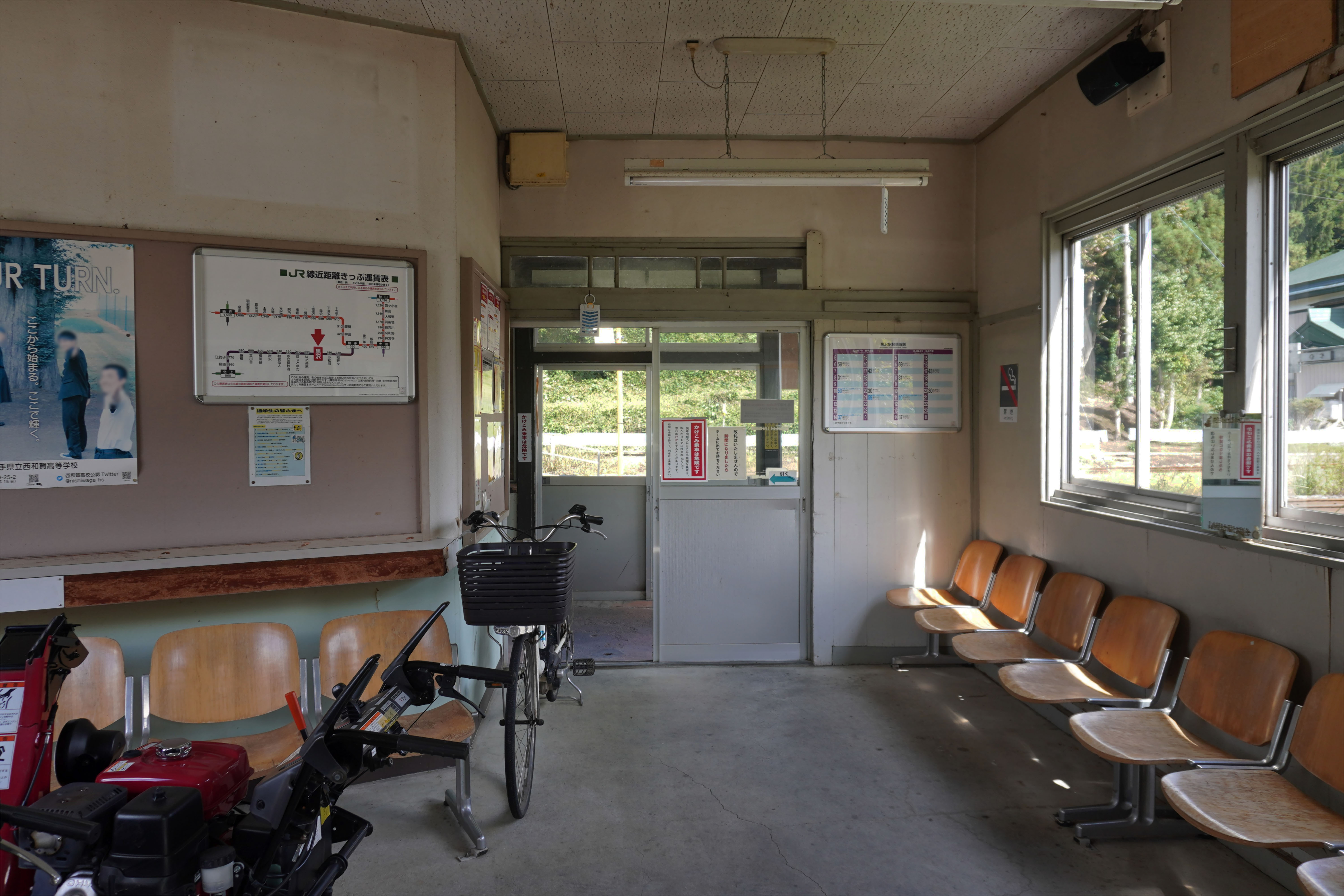
待合室（2023年10月）
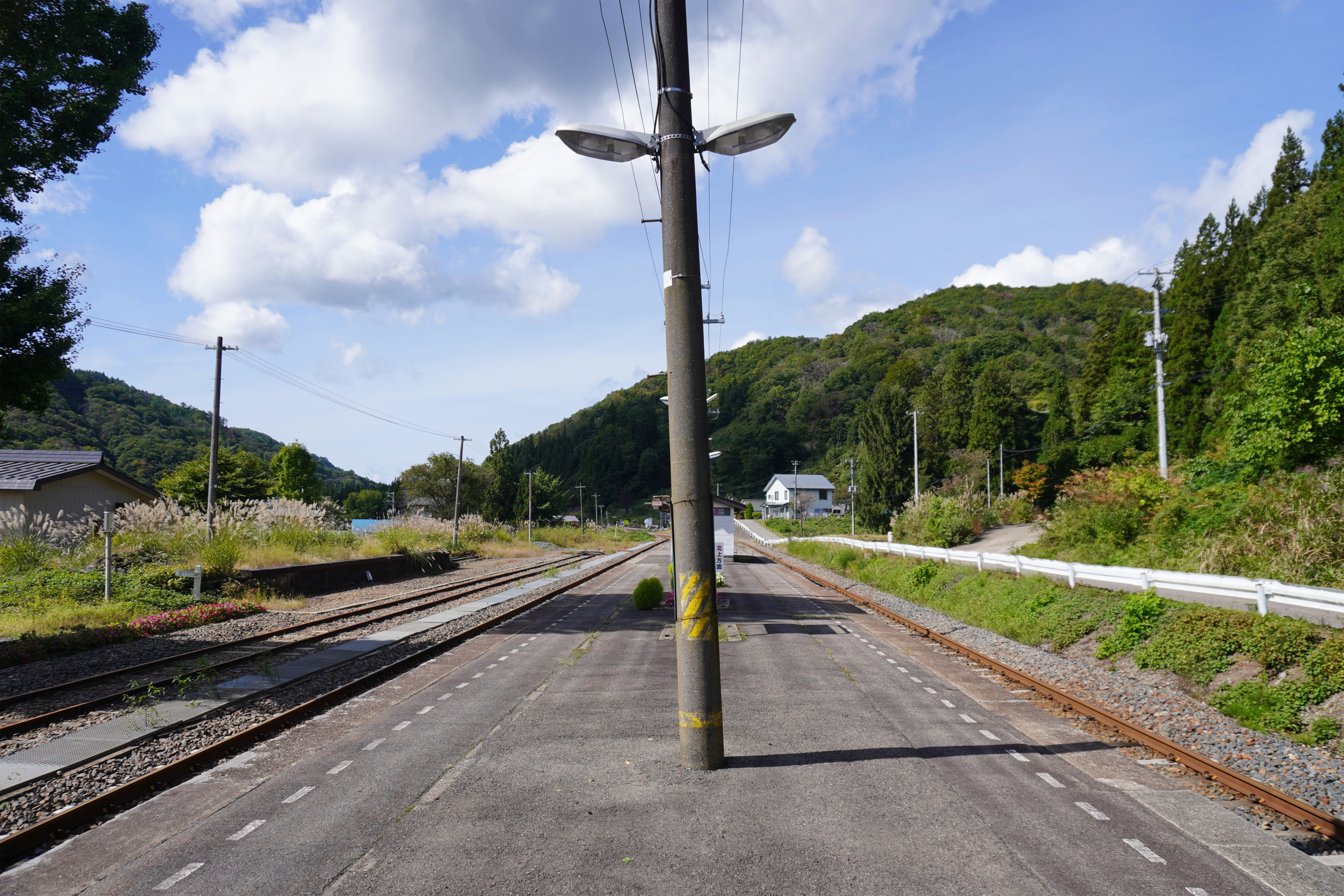
ホーム（2023年10月）
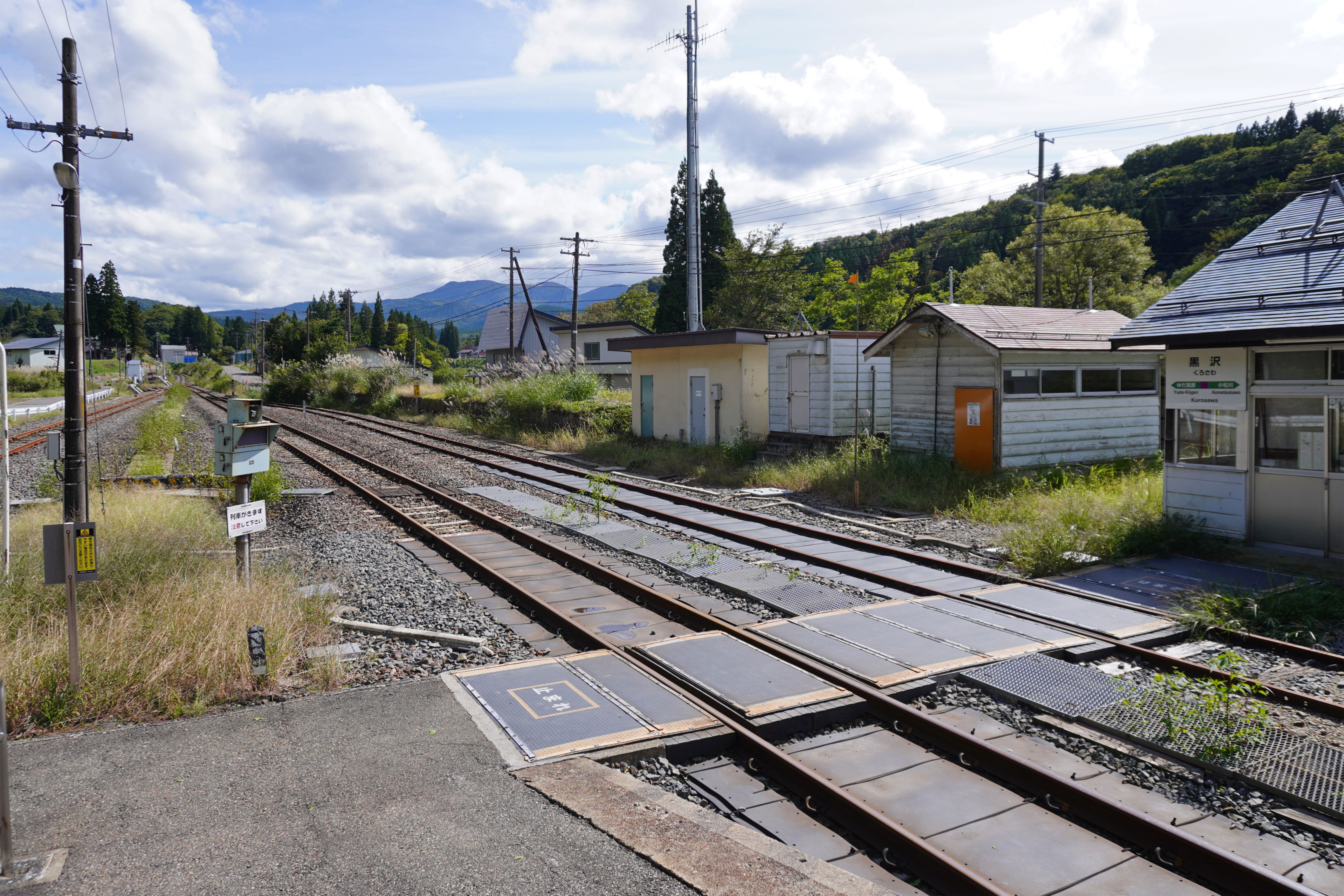
構内踏切（2023年10月）

## 駅周辺
- 秋田県道320号南郷黒沢線
- 国道107号
- 鍋ヶ沢牧場

## 隣の駅
東日本旅客鉄道（JR東日本）
■北上線
□快速
ゆだ高原駅 - 黒沢駅 - 相野々駅
■普通
ゆだ高原駅 - 黒沢駅 - 小松川駅